# 刘光武
刘光武，（1948年4月17日—1988年8月29日）越南剧作家、诗人。他的妻子春琼也是诗人。父母双方及其12岁的儿子刘琼诗于1988年在一场交通事故中丧生。2000年，他因戏剧《第九誓言》被追授胡志明奖。